# Dionísio Cerqueira
Dionísio Cerqueira è un comune del Brasile nello Stato di Santa Catarina, parte della mesoregione dell'Oeste Catarinense e della microregione di São Miguel do Oeste.
La città, localizzata in un'area contesa tra Argentina e Brasile, fu così denominata in omaggio al cancelliere brasiliano Dionísio Evangelista de Castro Cerqueira, che firmò il trattato definitivo che stabiliva l'appartenenza della provincia delle Missioni Orientali al Brasile.